# Nidda (stad)
Nidda är en stad i Wetteraukreis i Regierungsbezirk Darmstadt i förbundslandet Hessen i Tyskland.  Den ligger vid floden Nidda, cirka 40 kilometer nordost om Frankfurt am Main.